# Arquidiocese de Iorque
A Arquidiocese de Iorque (em latim: Archidioecesis Eboracensis) é uma sé suprimida da Igreja Católica Romana na Inglaterra, que mais tarde se tornou uma das duas principais sés da Igreja Anglicana.

## Território
A arquidiocese estava localizada no nordeste da Inglaterra, no condado histórico de Yorkshire.
A sé arquiepiscopal era a cidade de Iorque, onde a Igreja de São Pedro servia como catedral.
Na época da supressão, a diocese estava dividida em cinco arquidiáconos: Iorque, Cleveland, East Riding, Nottingham e Richmond.

## História
Eboracum (nome latino para Iorque) já era bispado na época romana. O único bispo documentado deste período é Ebório, presente em 314 no concílio de Arles na França. A tradição transmite nomes de outros bispos, não determinados historicamente.
A chegada dos anglos, saxões e jutos após meados do século V pôs fim às estruturas cristãs em toda a ilha. Foi o Papa Gregório Magno, no final do século VI, quem se encarregou de evangelizar os novos povos que chegavam à Bretanha, enviando um grupo de missionários liderados pelo monge Agostinho.
Em 625, Eduíno, que reinava sobre Deira (Yorkshire), Bernícia (Nortúmbria) e Lindissi (Lindsey), obteve em casamento a filha do rei Etelberto de Kent, que dera hospitalidade aos missionários romanos e se convertera ao Cristianismo. Com a nova rainha, Paulino, um dos companheiros de Agostinho, também chegou à corte de Eduíno e foi consagrado bispo para a ocasião. Um resultado vitorioso na batalha convenceu o rei a aderir à fé de Paulino, e com ele todo o seu povo. A conversão em massa dos Saxões do Norte foi decidida pelo Witenagemont, a grande assembleia do reino; Eduíno foi batizado na Páscoa de 627. O bispo Paulino estabeleceu sua sé em Iorque, onde começou a construir a primeira catedral de pedra.
O sucesso inicial da missão da Nortúmbria sofreu um severo revés com a morte na batalha de Eduíno, derrotado por Penda, rei da Mércia, perto de Hatfield em 632. Paulino recebeu o pálio do Papa Honório I enquanto fugia com a rainha em direção a Kent. A hegemonia de Penda, que sempre permaneceu pagã, foi definitivamente destruída na Batalha de Winwaed em 654. Isto permitiu a retomada da evangelização da Nortúmbria.
Seguindo as decisões do sínodo de Whitby em 664, a diocese da abadia de Lindisfarne foi suprimida e seu território incorporado ao de Iorque.
Em 678 , a sé de Iorque cedeu porções de território para a ereção da diocese de Hexham (que mais tarde se tornaria parte da diocese de Durham). Por volta de 730 foi erigida outra diocese, Whithorn, separando seu território do de Iorque.
Em 735, a diocese de Iorque foi elevada à categoria de sé metropolitana: tinha como sés sufragâneas as dioceses de Lindisfarne, Hexham e Whitorn. Neste período, graças aos esforços dos arcebispos locais, Iorque foi sede de um importante centro de aprendizagem, do qual Alcuíno foi o representante mais notável.
A partir de 793 , com o ataque à Abadia de Lindisfarne, a invasão viking trouxe o retorno do paganismo nórdico. Durante o século IX, todas as dioceses sufragâneas de Iorque foram destruídas, ou seja, em geral todas aquelas do leste da Inglaterra que se tornaram Danelaw. Na própria Iorque, a diocese passou à clandestinidade por várias décadas.
No século XVI , antes do estabelecimento do anglicanismo, Iorque tinha como sufragâneas as dioceses de Durham, Carlisle e Chester.
O último arcebispo católico, Nicholas Health, foi deposto pela rainha Elizabeth em 1559 e morreu em 1579. Com a sua morte a sucessão apostólica foi interrompida e portanto o episcopado de Iorque chegou ao fim. Em vez disso, na visão da Igreja Anglicana, haveria continuidade entre a série de bispos antes da reforma e os da atual Diocese de Iorque.
No século XIX foi erigida uma nova diocese católica em Iorque, oficialmente denominada diocese de Beverley, que no entanto teve vida curta (1850-1878).

## Bispos e arcebispos

### Bispos de Iorque
- Eborius (mencionado em 314);[4]
- Samson (507);[4]
- Piraunus (522);[4]
- Thadiacus (586);[4]
- Paulino (21 de julho de 625-10 de outubro de 644);[4]
  - Vacante (644-664).[4]
- Chade ( 664-667) - Renunciou;[4]
- Vilfrido I (667-678) - Deposto;[4]
- Egberto (732-735).[4]

### Arcebispos de Iorque
- Egberto (735-19 de novembro de 766);[4]
- Nicholas Heath (21 de junho de 1555-dezembro de 1578) - Deposto pela rainha em 1559.[4]